# Chiesa di Santa Maria Assunta (Bobbio Pellice)
La chiesa di Santa Maria Assunta è la parrocchiale di Bobbio Pellice, in città metropolitana di Torino e diocesi di Pinerolo; fa parte della vicaria foranea della Val Pellice.

## Storia
La chiesa è stata oggetto d'importanti vicende che hanno interessato la sua storia e quella del territorio a causa degli eventi che hanno coinvolto sia la comunità di religione cristiana valdese che cattolica.
La prima citazione di una chiesa a Bobbio Pellice dedicata a santa Maria risale al 1386.
Questo luogo di culto fu demolito dai valdesi nel 1561; una seconda chiesa venne eretta nel 1596, ma già nel 1603 i medesimi distrussero pure questa e usarono le sue macerie per la realizzazione del loro tempio.
Nel corso del Seicento venne costruita una nuova chiesa per i cattolici, ma a più riprese i valdesi la danneggiarono, arrivando ad adoperarla come stalla nel 1658.
A partire dal 1686 il duca di Savoia Vittorio Amedeo II di Savoia si adoperò - anche con sovvenzioni - per ristabilire in maniera definitiva il cattolicesimo nelle valli del pinerolese.
La nuova parrocchiale bobbiese, disegnata dall'architetto Giuseppe Gerolamo Buniva e finanziata dal re Carlo Emanuele III di Savoia, venne edificata tra il 1738 e il 1741.
Tuttavia, nel 1801 la chiesa dovette essere ceduta ai valdesi, che la profanarono trasformandola in carbonaia e vendendo alcune suppellettili, ma nel 1816 venne restituita al culto cattolico; risistemata negli anni immediatamente successivi, fu consacrata nel 1836.
Nella seconda metà degli anni settanta la parrocchiale fu oggetto di alcuni interventi di restauro, in occasione dei quali si procedette anche all'esecuzione dell'adeguamento liturgico secondo le usanze postconciliari mediante l'avanzamento dell'altare in posizione rivolta verso l'assemblea.

## Descrizione

### Esterno
La facciata della chiesa, rivolta a meridione, è suddivisa da una cornice marcapiano in due registri, entrambi scanditi da quattro lesene: quello inferiore presenta centralmente il portale d'ingresso, mentre quello superiore è caratterizzato da una finestra e coronato dal timpano di forma triangolare.
Annesso alla parrocchiale è il campanile a base quadrata, la cui cella presenta su ogni lato una monofora a tutto sesto affiancata da lesene ed è coperta dal tetto a quattro falde.

### Interno
L'interno dell'edificio si compone di un'unica navata, sulla quale si affacciano le cappelle laterali, introdotte da archi a tutto sesto, e le cui pareti sono scandite da lesene sorreggenti la trabeazione modanata e aggettante sopra la quale si impostano le volte a botte e a crociera; al termine dell'aula si sviluppa il presbiterio, rialzato di alcuni gradini e coperto da volta a botte e chiuso dalla parete di fondo piatta.